# Doreen Valiente
Doreen Edith Dominy Valiente, conhecida sob o nome mágico Ameth (Mitcham, 4 de janeiro de 1922 – Brighton, 1 de setembro de 1999), foi/é uma das mais respeitadas e influentes wiccans inglesas da bruxaria moderna, que estabeleceu relações com várias tradições antigas, incluindo o Gardnerianismo (na qual foi a primeira Alta Sacerdotisa do coven liderado por Gerald Gardner), o Cochranianismo e o coven de Atho (um dos nomes dado ao Deus Cornífero).

## Vida
Doreen Valiente nasceu em Janeiro de 1922, na cidade de Mitcham, situada a sul da Grande Londres, no seio de uma família cristã, tendo Harry, como pai, e Edith, como mãe. Pouco mais tarde, a família estabeleceu-se perto da cidade Horley, condado de Surrey, onde Doreen passou a sua adolescência. Com apenas sete anos, enquanto deslumbrava a lua, teve o seu primeiro contacto espiritual e, aos treze anos, convenceu-se que era dotada do uso de magia, empregando-o, inicialmente, para proteger a mãe, vítima de assédio por um colega de trabalho. Assim que confessou aos pais as suas acções, estes opuseram-se e enviaram-na para um colégio. Dois anos mais tarde, Doreen fugiu, abandonando a escola para sempre.
Pelo que se conhece, Doreen casou-se duas vezes.
O primeiro casamento aconteceu, quando tinha dezanove anos, a 31 de Janeiro de 1941. Na altura, trabalhava como secretária em Barry, cidade a sul do País de Gales, onde conheceu e se casou com Joanis Vlachopoulos, um jovem de 32 anos, marinheiro da Marinha britânica, que após menos de seis meses depois do casamento, foi declarado desaparecido e, posteriormente, dado como morto, durante a Segunda Guerra Mundial.
Nesse mesmo ano, Doreen voltou para Londres. Cidade onde, três anos mais tarde, a 29 de Maio de 1944, viria a conhecer e casar com Casimiro Valiente (do qual obteve o seu sobrenome), um espanhol exilado da Guerra Civil Espanhola.
Algum tempo após o término da Grande Guerra, Doreen e Casimiro mudaram-se para Bournemouth, uma cidade inglesa não muito longe de New Forrest (onde, curiosamente, Gerald Gardner deu os primeiros passos na Bruxaria).
Embora o seu marido não partilhasse o mesmo interesse pelo oculto, Doreen ia lendo e pesquisando sobre o assunto. Até que, em 1952, se deparou com um artigo do jornal inglês Illustrated, intitulado "Bruxaria na Grã-Bretanha". O artigo mencionava Cecil Williamson, director do Museu de Bruxaria (Museum of Witchcraft - Boscastle, Cornwall, Inglaterra), e o New Forest Coven. Interessada e curiosa, Doreen envia uma carta para Williamson, pedindo mais informações sobre o assunto e sobre esse coven. Carta essa que foi, posteriormente, direccionada para Gerald Gardner. Os dois trocaram correspondência por algum tempo, até que se conheceram, pessoalmente, em casa de Dafo - amiga de Gardner e um importante membro do New Forest Coven [quem, anos antes, tinha iniciado Gardner]. Doreen começava, assim, o seu longo percurso na Wicca. Passado um ano desse encontro, durante o Solstício de Verão de 1953, Doreen submeteu-se ao primeiro grau de iniciação à Wicca, com Gerald Gardner como seu iniciador.

## Wicca

### 1952-1957
Logo após Gardner ter tornado públicas suas alegações de ter sido iniciado em um culto de bruxas ainda sobrevivente, Valiente se juntou a ele em 1952 e colaborou na criação de rituais. Valiente se tornou Alta Sacerdotisa do coven Bricket Wood de Gardner, em 1953, escreveu vários poemas para uso dos wiccanos, incluindo uma versão reescrita de Carga da Deusa, e ajudou a formular a Wiccan Rede. Como Alta Sacerdotisa, inicia Jack L. Bracelin, em 1956.
Porém, o desejo crescente, de Gardner, por publicidade provocou uma longa separação entre eles. Pois, ao contrário do seu mentor, Doreen sempre quis ser muito discreta nas suas actividades mágicas, devido ao conservadorismo da mãe, que reprovaria qualquer acção relacionada com a bruxaria e afins. No livro The Rebirth of Witchcraft, Doreen descreve a insegurança que sentiu quando Gardner começou a contactar com a imprensa, mostrando-lhe que, assim, comprometeria a segurança do grupo e a sinceridade dos ensinamentos. Esta situação levou à introdução, em 1957, das intituladas “Proposed Rules for the Craft”. Um conjunto de regras que impedia qualquer membro de se dirigir à comunicação social. Contudo, Gardner ripostou, alegando que já existiam outros documentos tradicionais, fazendo com estes fossem imediatamente distribuídos por todos os membros do coven. Claro está que Doreen não acreditou na autenticidade dessas "Old Laws", acabando por abandonar Gardner e o coven Bricket Wood. Esta situação levou-a a fundar o seu próprio coven e, mais tarde, em 1964, a partilhar com Robert Cochrane um percurso tradicionalista da Bruxaria.

### 1957-1966
Assim que abandonou Gardner e o coven Bricket Wood, em 1957, Doreen formou o seu próprio coven, com Ned Grove. E embora não acreditasse nas Leis Wiccans, o novo coven professava as tradições Gardnerianas. Assim o manteve até 1964, altura em que conheceu Robert Cochrane, num encontro realizado pela Irmandade dos Essénios, na colina Glastonbury Tor. Doreen identificou-se logo com Cochrane, por este não ser muito adepto de publicidade, e acabou por integrar no seu coven, o Clan of Tubal Cain.

### 1970
Nos anos 1970, ela publicou uma série de livros e se consagrou como uma das mais respeitadas sacerdotisas da Wicca, merecendo uma entrada no "Dictionary of National Biography" (Dicionário Biográfico Nacional, em tradução livre). Era ativa na promoção da Bruxaria Moderna e do Neopaganismo, sendo enfática, particularmente, em afirmar que o movimento não tinha relação alguma com o satanismo, mas não procurou a publicidade para benefício próprio. Era uma figura notável no suporte ao desenvolvimento da Federação Pagã Internacional. Enfrentando os desafios dos céticos, Valiente tentou, com algum sucesso, fornecer evidências para as alegações de Gardner a respeito de sua iniciação, notoriamente através da identificação de Dorothy Clutterbuck em 1980, a velha bruxa que supostamente realizou a iniciação em um ensaio publicado em Oito Sabbats Para Bruxas, de Janet e Stewart Farrar.

## Morte
Doreen Valiente sofria de vários problemas de saúde, inclusive de cancro do pâncreas. Nos seus últimos dias, foi transferida para um lar, vindo aí a morrer no dia um de Setembro de 1999, às 6h55min, na companhia do amigo John Belham-Payne (sob o nome mágico Dagda). Co-fundador do Centro de Estudos Pagãos, John assumiu a responsabilidade de guardar e cuidar da extensa colecção de artefactos de feitiçaria e manuscritos da sua amiga Doreen, incluindo o seu Livro das Sombras.
Um dos seus últimos desejos era que os seus poemas fossem publicados e partilhados com o Mundo. Hoje, esses poemas podem-se ler num livro intitulado de “Charge of the Goddess”, juntamente com algumas memórias dos seus amigos e artefactos.
Um trecho de "Poem":
Tradução:
Dr. Leo Ruickbie examina sua vida e contribuição à Wicca em Witchcraft Out of the Shadows. De acordo com o Dr. Ruickbie, Valiente é a "mãe da Bruxaria Moderna", exercendo um papel crucial em reescrever muito do material de rituais original de Gardner com ajuda de Ronald Hutton.

## Livros publicados
| Ano  | Nome do livro                         |
| ---- | ------------------------------------- |
| 1962 | Where Witchcraft Lives                |
| 1973 | An ABC of Witchcraft Past and Present |
| 1975 | Natural Magic                         |
| 1978 | Witchcraft for Tomorrow               |
| 1989 | The Rebirth of Witchcraft             |
| 1990 | Witchcraft: A Tradition Renewed       |
| 2000 | Charge of the Goddess                 |